# Wallfahrtskirche Stadl-Paura

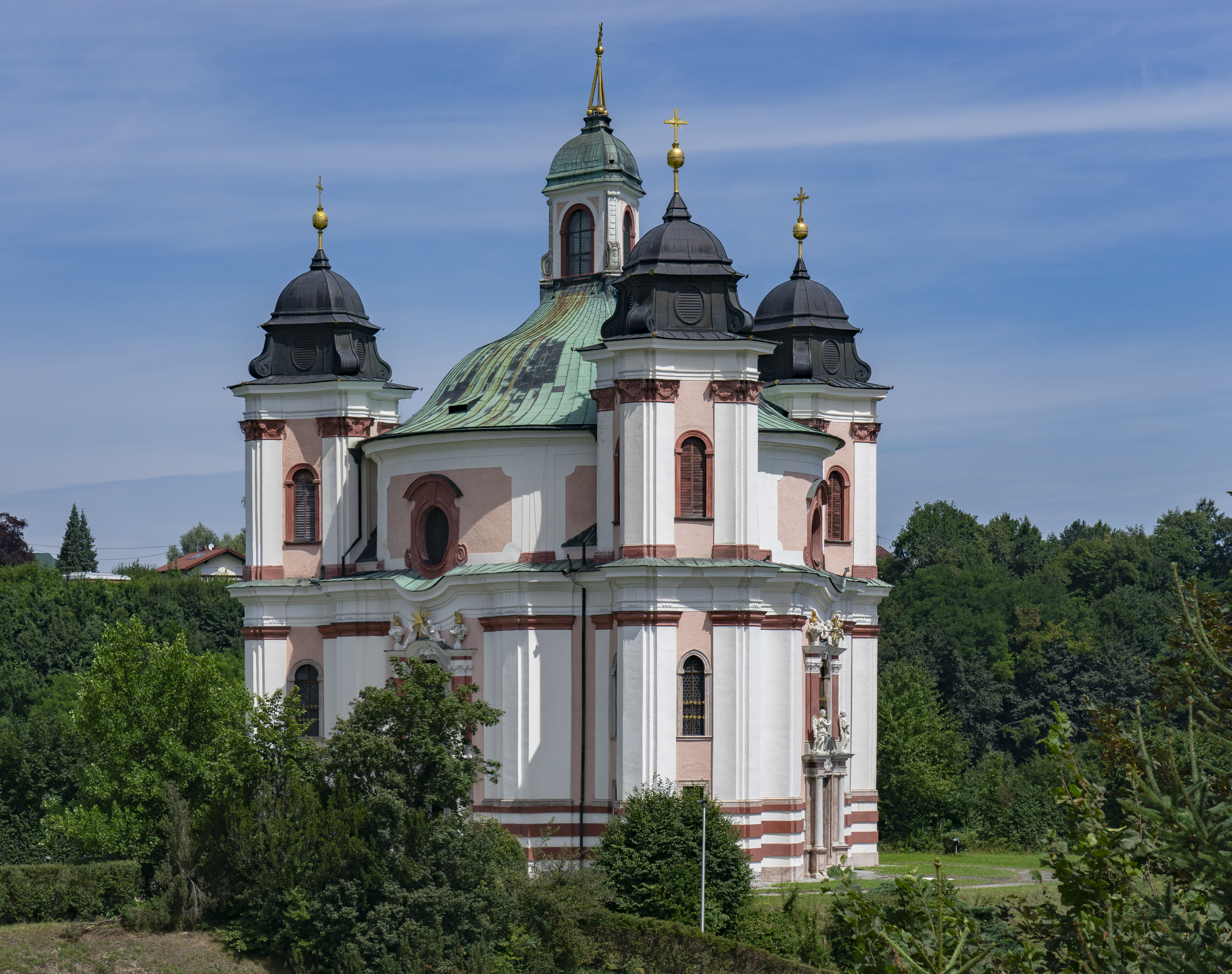
Kath. Pfarr- und Wallfahrtskirche Hl. Dreifaltigkeit in Stadl-Paura

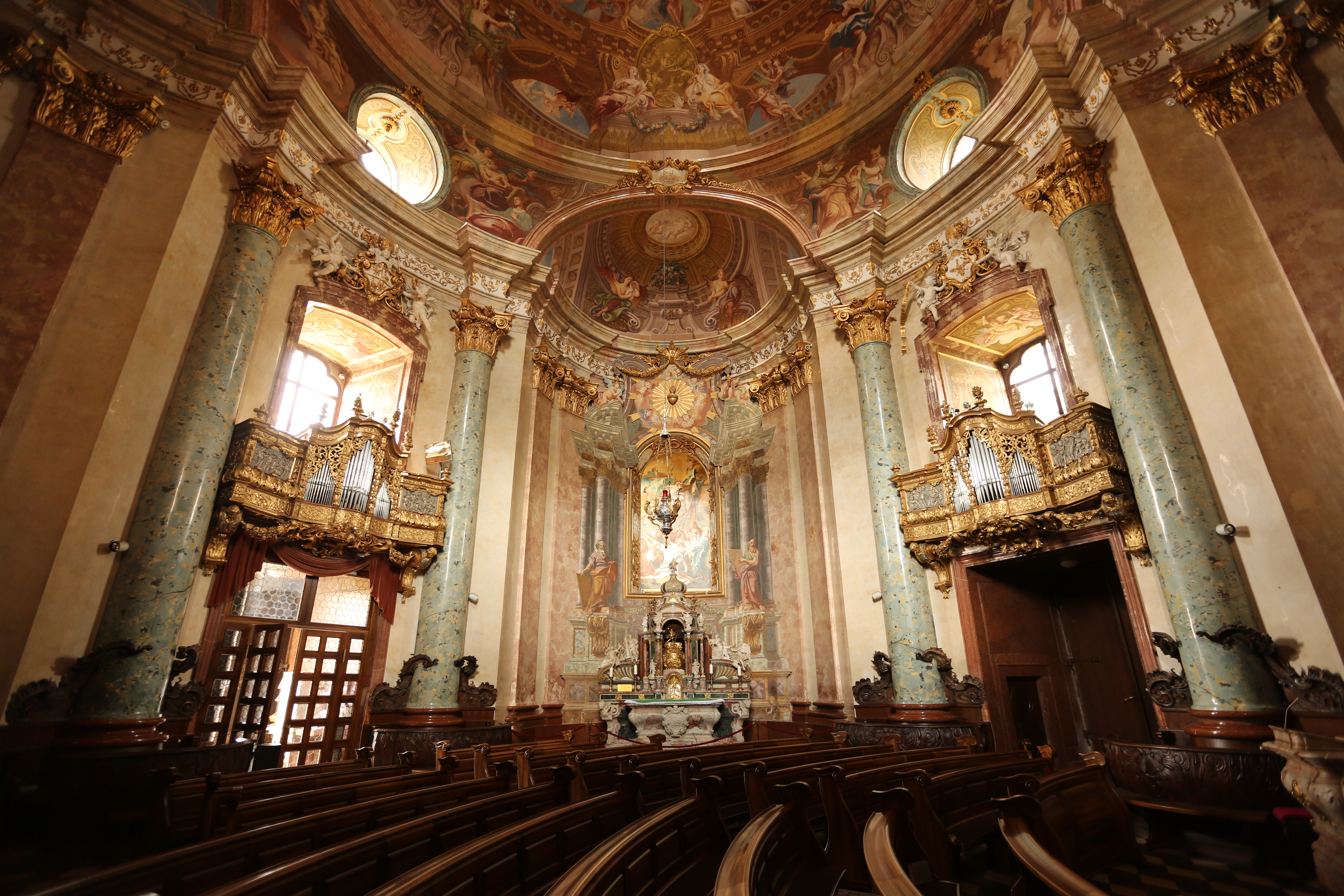
Ein Teil des Kircheninneren, das über drei Altäre und drei Orgeln verfügt.

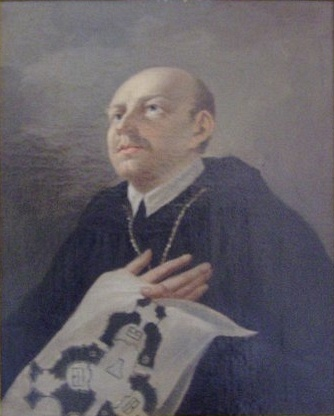
Abt Maximilian Pagl mit dem Bauplan zur Paurakirche. Ölgemälde im Stift Lambach von Martin Altomonte

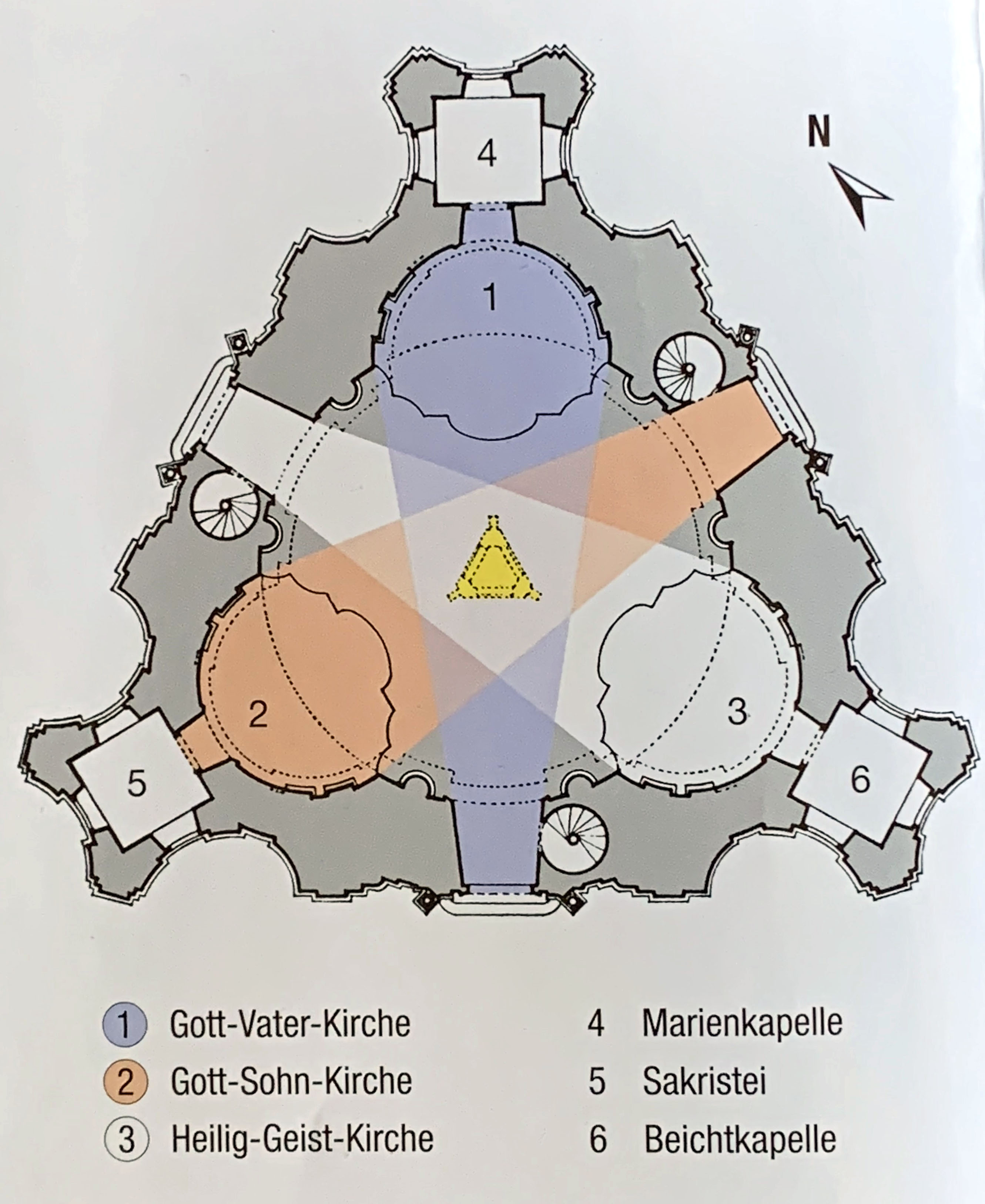
Der Plan der Wallfahrtskirche Stadl-Paura, so wie ihn Abt Maximilian Pagl auf dem Gemälde von Martin Altomonte in Händen hält (aus dem Kirchenführer von P. Paulus Fuchshuber, Kunstverlag Peda 2008)

Die Pfarr- und Wallfahrtskirche Stadl-Paura steht in der Stadtgemeinde Stadl-Paura in Oberösterreich. Die römisch-katholische Pfarrkirche Hl. Dreifaltigkeit gehört zum Dekanat Gaspoltshofen in der Diözese Linz. Die Wallfahrtskirche steht unter Denkmalschutz (Listeneintrag).

## Geschichte
Die Pfarr- und Wallfahrtskirche befindet sich am östlichen Teil eines Hügels, der früher Paura hieß (die Gemeinde Stadl-Paura gibt es erst seit 1873), weshalb häufig auch nur von der „Paura-Kirche“ gesprochen wird. Der Ortsname lässt sich entweder auf das althochdeutsche Wort „bur“ für „Haus“ oder „Anwesen“ zurückführen, vielleicht aber auch auf den vulgärlateinischen Ausdruck „pavura“, was so viel wie „heilige Scheu“ vor dem Ort bedeutet.
Laut Legende gelobte Abt Maximilian Pagl von Stift Lambach eine Kirche erbauen zu lassen, falls die Pest an Lambach vorüber ginge. Da die Pest Lambach verschont hatte und im nahegelegenen Wels am Weihnachtstag 1713 als erloschen galt, bat der Abt zur Einhaltung seines Versprechens in einem Schreiben vom 2. Januar 1714 das bischöfliche Ordinariat in Passau um die Genehmigung zum Bau der Kapelle. Sie wurde am 14. Januar erteilt, und das Projekt konnte beginnen. Nachdem das Fundament ausgehoben war, ließ Pagl am 11. Juni 1714 am Ort des ersten Altars ein Kreuz errichten. Am Folgetag wurde der erste Stein dieses Altars geweiht, den der Erbauer der Kirche, Johann Michael Prunner, setzte. Am 4. März 1715 unterzeichnete Prunner den Vertrag, der im Stiftsarchiv erhalten blieb. Der genaue Baubeginn ist nicht bekannt, jedoch war der Bau bis Oktober 1715 so weit fortgeschritten, dass der Zimmermeister Friedrich Kruel am 14. Oktober mit dem Aufsetzen des Dachstuhles beginnen konnte. Das Aufmauern der drei Türme war am 2. Oktober 1716 abgeschlossen, wohl ab Mai bis Oktober 1717 wurden Knöpfe, Kreuze und Pyramiden auf die Türme aufgesetzt. Am 16. Oktober beendeten die Maurer das „Abputzen“ der äußeren Kirche. Am 30. Oktober war der Rohbau fertiggestellt (nach Stiftsarchivalien).
Aus dem Jahr 1718 besitzt das Stiftsarchiv Verträge über Lieferungen von Marmorsteinen für den Boden der Kirche. Gelegt wurde er erst vier Jahre später. Am 31. Juli 1719 begannen die Maler Carlo Carlone und Francesco Messenta mit der Freskomalerei in der Laterne und in der Kuppel, die sie im Juli 1720 beendeten. Im Oktober 1721 war das Portal zur Traun fertig aufgestellt. Am 11. Juni 1722 war der Bau der Kirche so weit fortgeschritten, dass mit der Abrüstung begonnen werden konnte. Wenig später begann Francesco Messenta mit der Architekturmalerei bei den Altären. Der Passauer Johann Ignatius Egedacher stellte im Frühjahr 1723 die drei Orgeln auf. Die Bildhauerarbeiten an den drei Altären schuf Josef Matthias Götz. Die Figuren für den Gottvater-Altar stellte er 1724 auf, am 2. Juni desselben Jahres wurde die erste der vier Glocken aufgehängt. Am 10. Juni weihte Abt Maximilian Pagl den Gottvater-Altar und hielt am Tag darauf, dem Dreifaltigkeitssonntag, zum ersten Mal ein Hochamt in der neu erbauten Kirche (nach Stiftsarchivalien). Im Oktober 1724 begann Abt Maximilian Pagl zu kränkeln, er starb am 23. Februar 1725. Die Vollendung der Kirche konnte er nicht mehr erleben, sie war seinen drei Nachfolgern vorbehalten.

## Architektur
„Mit der Dreifaltigkeitskirche von Stadl-Paura (1714/24) stellte sich Prunner in die erste Reihe der Architekten des österreichischen Barock. Den Auftrag verdankte er dem Abt von Lambach … Schon das Grundrisskonzept, ein in ein gleichseitiges Dreieck eingeschriebener Kuppelkreis, beweist, dass der Bau ganz im Zeichen der Trinität steht“. Der Paura-Kirche liegt in ihrer Architektur und Ausstattung der für die heilige Dreifaltigkeit stehende Dreizahl zu Grunde: Vom Grundriss ausgehend wird dei Dreizahl auf die Menge der Türme übertragen, in denen Sakristei, Beichtstube und Marienkapelle untergebracht sind. Sie markieren die Ecken des Dreiecks. Gegenüber der drei Tore befinden sich innen drei Altäre in den Apsiden. Ihnen gegenüber und oberhalb der Eingänge liegen die drei Orgeln des Passauer Orgelmachers Johann Ignaz Egedacher. Die Kirche wurde am 29. Juli 1725 vom Passauer Fürstbischof Johann Philipp von Lamberg geweiht.
Der Außenbau mit drei gleichwertigen Schauseiten ist durch vor- und rückschwingende Mauerteile, abgeschrägte Ecken der Türme und ein reich gegliedertes, um den gesamten Bau laufendes, verkröpftes Gesims geprägt. Der Zentralraum wird von einem Kuppeldach mit aufgesetzter dreieckiger Laterne bekrönt. Alle Türme und die Laterne haben barocke Helme. Die Bildhauerarbeiten an den Marmorportalen stammen vom Linzer Bildhauer Johann Baptist Spaz und Leopold Mähl.
In den Jahren 1950/51 und 1954 wurde das Gebäude außen renoviert. Eine weitere aufwendige Renovierung fand aus Anlass des 275-jährigen Bestehens der Kirche statt.
Die letzte Restaurierung wurde 2021 beendet.
Schon Georg Dientzenhofer hatte in der Dreifaltigkeitskirche des Klosters Waldsassen (1685–1689) den Versuch unternommen, diesem theologischen Gedanken in einem Bauwerk zu huldigen, sowie auch die südböhmische barocke Wallfahrts- und Dreifaltigkeitskirche in Trhové Sviny wurde – ebenfalls auf dreieckigem Grundriss – zu Beginn des 18. Jahrhunderts errichtet wurde.

## Ausstattung
Die Wallfahrtskirche Stadl-Paura birgt eine wertvolle Ausstattung. Die Maler Carlo Carlone und Francesco Messenta schufen die Wandmalereien, wobei Messenta für die Architekturmalerei und Carlone für die figurale Malerei zuständig war. Die Stuckaturen stammen von den Brüdern Johann Georg und Franz Josef Holzinger. Philipp Holzegger war als Vergolder tätig, die Orgeln lieferte Johann Ignaz Egedacher. Zur Ausführung der drei Altarbilder beauftragte Abt Maximilian Pagl die Maler Martin Altomonte, Domenico Parodi und Carlo Carlone. Die Altäre schuf 1721 der Salzburger Steinmetzmeister Georg Doppler. Für die Metallarbeiten war der Linzer Messerschmied Johann Pretzer zuständig, der u. a. die Kreuze auf den Türmen herstellte.

## Pfarrhof
Am 24. Juli 1724 legte Abt Maximilian Pagl den Grundstein für den Bau, der als Waisenhaus für 7 Knaben errichtet wurde. 1725/26 wurde der Bau aufgestockt, um dort auch einen Geistlichen und den Mesner unterbringen zu können.
Geplant wurde auch dieser Bau von Johann Michael Prunner. Das Gebäude zieren Skulpturen der 7 Erzengel.
Heute fungiert der Bau als Pfarrhof für die Dreifaltigkeitskirche.